# Медичний Центр «Герцлія»
Медичний Центр «Герцлія» (івр. הרצליה מדיקל סנטר) — приватна лікарня, яка надає терапевтичні послуги в Ізраїлі та на міжнародному рівні. Центр також пропонує фізіотерапію, повітряно-швидку допомогу, а також послуги медичного туризму. Лікарня була заснована в 1982 році та базується в Герцлії, Ізраїль. Вона має свої представництва в Туреччині та Російській Федерації.

## Огляд
Медичний центр налічує понад 400 медичних фахівців у всіх провідних галузях медицини. Лікарня надає послуги 8000 пацієнтам щороку, в тому числі послуги для всіх іноземних громадян в Ізраїлі, співробітникам посольств і представникам ООН, що розміщені в Ізраїлі. Всі провідні керівники департаментів в Ізраїлі співпрацюють з медичним центром як приватні консультанти й хірурги.[джерело?]
Лікарня має 7 операційних залів.
За час існування центру, більше 9000 тисяч дітей (станом на січень 2013 року), шляхом штучного запліднення народилися для пар, які мали проблеми з фертильністю.

## Історія
Медичний Центр «Герцлія» був заснований в 1982 р. Група інвесторів із Південної Африки вирішили побудувати медичний центр за зразком тих, що є в їхній рідній країні, і розташувати його в пляжному містечку Герцлія, де також будуть розташовані кабінети лікарів та допоміжних клінічних послуг, а також хірургічні засоби для незначних процедур. У перший рік роботи, заповнюваність центру була 18 відсотків. У 1991 році будівля зазнала розширення і збільшила кількість операційних залів.
Наприкінці 1993 року була відкрита клініка в Секторі Гази.
У червні 1995 Медичний Центр «Герцлія» підписав угоду з урядом Татарстану, для створення лікарні на території Татарстану.
- 1999 — ООН и СООННР обрали клініку Герцлія Медікал Центр як номер один з постачання медичних послуг в Ізраїлі.
- 2001 — клініка засновала винятковий відділ медичного туризму. Першими пацієнтами були представники посольств, які були розміщені в Ізраїлі.
- 2013 — Інспекція Міністерства охорони здоров'я Ізраїлю підтвердила, що Герцлія Медікал Центр є кращою медичною установою в країні.

Станом на серпень 2016 року власниками медичного центру є Landlan Investments Ltd. (50 %), Clalit Health Services(40 %) та Clal Insurance (10 %).

## Відділення
Напрямки: кардіологія, гастроентерологія, ЕКЗ та інші. Центр хірургії виконує операційне лікування гриж, геморою, лікування ожиріння та ін. Центр серцево-судинної хірургії: Герцлія — перша приватна установа отримала право на операційну кардіохірургію.[джерело?] Виробляє аорто-коронарне шунтування та ін. Діють кардіологічний і ортопедичний центри.
Приватна клініка Герцлія — це єдина приватна клініка, якій надали право госпіталізувати психіатричних хворих, а також проводити трансплантації, кардіохірургічне і нейрохірургічне лікування. Саме кардіохірургія є провідним напрямком даної клініки.
Також клініка має ендоскопічне відділення. Тут одне з найкращих в Ізраїлі відділення діагностики, також є центр рентгенологічної діагностики і особиста цитогенетична лабораторія.
У лікарні надають допомогу за такими напрямами медицини:
- Урологія
- Педіатрія
- Онкологія
- Акушерство та гінекологія
- Ангіологія
- Сексопатологія
- Загальна хірургія
- Нефрологія
- Штучне запліднення
- Гастроентерологія
- Переливання крові та гемодіаліз
- Ортопедія
- Кардиоторакальна хірургія
- Пластична хірургія
- Неврологія
- Лазерна терапія
- Офтальмологія
- Інтенсивна терапія і реанімація
- Проктологія
- Медична генетика

## Персонал
- 400 лікарів
- 122 медсестри
- 74 медсестри з передовими сертифікатами[джерело?]